# Farnborough
Pour les articles homonymes, voir Farnborough (homonymie).
Farnborough (prononcé /fɑːn.brʊ/) est une ville située dans le comté du Hampshire, dans le sud de l'Angleterre. Elle est notamment célèbre pour accueillir tous les deux ans en juillet (les années paires en alternance avec le salon français du Bourget), le salon aéronautique de Farnborough (Farnborough Air Show) sur l'aérodrome de la ville. Cette ville se trouve à environ 50 km de Charing Cross (au cœur de Londres).

## Histoire
Farnborough a été fondé à l’époque anglo-saxonne et est mentionné dans le Domesday Book de 1086. Son nom est issu du vieil anglais Ferneberga qui signifie "colline de fougères". Les autres noms sous lesquels la ville a été appelée sont : Farenburg, Farneborowe, Fremborough, et Farneborough.
La ville est également connue pour son abbaye Saint-Michel (St Michael's abbey) qui abrite le mausolée de Napoléon III, où reposent aussi l'impératrice Eugénie et leur fils unique, le Prince Impérial Louis Napoléon, tué lors d'une mission de reconnaissance de l'armée britannique en Afrique du Sud en 1879, à l'âge de 23 ans. Le mausolée a été conçu par l'architecte français Gabriel-Hippolyte Destailleur à la demande de l'impératrice. Tout comme son architecture, d'inspiration française, son orgue est l'œuvre d'Aristide Cavaillé-Coll, célèbre facteur d'orgue français du XIXe siècle.
La crypte de l'église de la vieille paroisse de St. Peter est réputée abriter les restes de nombreux comtes d'Anglesey.
Jusqu'à l'arrivée de l'armée à la ville proche d'Aldershot, Farnborough était seulement un très petit village. À la fin du XIXe et au début du XXe siècle, la ville s'est agrandie amplement et a englobé les villages de Cove et North Camp et la lande de West Heath. La plupart de la banlieue de cette ville a été construite dans les années soixante, après l'arrivée de quelques milliers de Londoniens (ce projet est appelé en anglais : The London Overspill Project).
La ville est enfin un haut lieu de l'aéronautique anglaise avec les premiers essais en 1910 des avions de Samuel Franklin Cody sur la Laffan's Plain puis l'installation du premier site du Royal Aircraft Establishment, le centre de recherche aéronautique militaire britannique après la Première Guerre mondiale sur ce qui allait devenir le Farnborough Airfield, situé entre les villes de Farnborough et Fleet.

## Géographie
Farnborough est située dans le nord-est du Hampshire, à la limite avec le Surrey, cette limite étant marquée par la rivière Blackwater. Elle est le chef-lieu de la municipalité de Rushmoor (Borough of Rushmoor). La ville est à cinquante-trois kilomètres au sud-ouest de Londres, au milieu de l'agglomération de la vallée de la Blackwater.
Avec son expansion, Farnborough a absorbé de nombreux villages tels que Cove et Southwood, qui sont maintenant considérés comme la banlieue de la ville.
Les quartiers nommés de la ville sont :
- Cove
- Empress
- Farnborough (centre-ville)
- Farnborough Aerospace Park (Parc aérospatial de Farnborough)
- Farnborough Park
- Farnborough Street
- Fox Lane
- Guillemont Park
- Hawley Green
- Hawley Lane
- ‘IQ Farnborough’ Heritage Quarter (Parc d’affaires et quartier du patrimoine aéronautique)
- North Camp
- North Farnborough
- Pinewood Park
- Prospect Estate
- Pyestock
- Rafborough
- South Farnborough
- Southwood
- Totland Estate
- St John's
- St. Christopher's
- West Heath

L'agglomération est continue avec la ville de garnison d'Aldershot au sud, les villages de banlieue d'Ash, de Mytchett et de Frimley Green à l'est, les villes de Frimley et de Camberley au nord et les villes de Hawley et de Yateley au nord-ouest.
En dehors de la ville elle-même, la campagne locale est boisée avec de nombreux résineux et espaces de landes, où l'on peut trouver des plantes exceptionnelles. Ce paysage unique a survécu du fait de la présence de l'Armée, qui en possède un large part. La société des défenses de QinetiQ a une réserve naturelle privée à côté de l'aéroport de Farnborough. Pour protéger des plantes d'intérêt scientifique particulier, des spécialistes du parc zoologique de Marwell ont introduit des animaux de pâture (bovins Highland et chevaux de Przewalski). Sans ces protections militaires, des logements auraient été construits et cette campagne rare aurait été perdue.

## Habitants
Farnborough compte environ 60 000 habitants. Ils sont appelés (non officiellement) Farnbronians. Bien que la plupart (80 %) des habitants soient britanniques, il existe des communautés immigrées significatives dont majoritairement des Népalais (il y a environ 10 000 Népalais dans l’agglomération de la vallée Blackwater, la population népalaise la plus nombreuse du Royaume-Uni), ainsi que des communautés issues d'autres peuples asiatiques ou d’Europe de l’Est (particulièrement des Polonais et des Roumains).

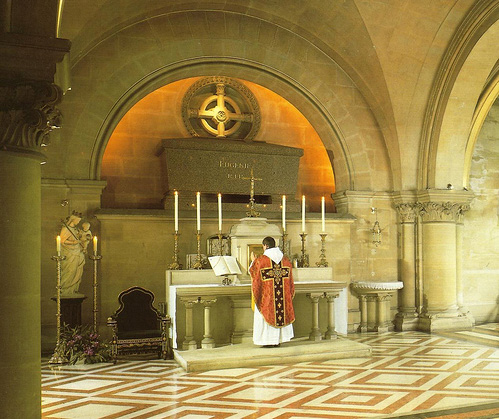
Tombe de l'Impératrice Eugénie.

## Économie
Les autres activités de la ville sont très tournées vers l'aéronautique, abritant le siège de BAe Systems et Cessna et d'autres entreprises au sein du Farnborough Aerospace Centre.
Il existe trois zones d'entreprises :
- IQ Farnborough, située près du centre-ville à l’est de l'aéroport (aussi connue comme : le « Quartier du Patrimoine aéronautique » à cause des anciens objets aéronautiques (une soufflerie, un hangar dirigeable, des vieux bâtiments et un musée d’aviation).
- Farnborough Aerospace Centre, située au sud de l'aéroport.
- Blackwater Business Park, située à la limite nord de la ville.

Les compagnies suivantes ont leurs quartiers généraux à Farnborough :
- BAe Systems (international)
- QinetiQ (international)
- Nokia (Royaume-Uni)
- TAG Aviation (Royaume-Uni)
- Cessna (Royaume-Uni)
- Augusta Westland (Royaume-Uni)
- Autodesk (Royaume-Uni)
- Oracle (Royaume-Uni)
- Thomson Local (National)

Cependant, avec les bons liens de transport, beaucoup de ses habitants travaillent à Londres, ou des autres grandes villes à proximité (Basingstoke, Woking, Guildford).

## Enseignement
La ville possède trois collèges publics - Wavell, Cove et Fernhill. Jusqu’en 2011, il existait un quatrième collège, Oak Farm, qui a fermé à cause de nombreux mauvais rapports d’Ofsted. Les bâtiments sont actuellement utilisés par Samuel Cody School, un collège de besoins spéciaux. Il y a aussi deux collèges privés : Salesian College (pour les garçons) et Farnborough Hill School (pour les filles). Il y a un lycée célèbre - le Farnborough Sixth Form Collège - et un lycée technique - le Farnborough College of Technology -, qui ont tous les deux reçu des rapports de "remarquable" d'Ofsted.

## Transports
Farnborough est desservi par cinq gares dont les deux principales : Farnborough Main et North Camp. Les trains de Londres Waterloo à Basingstoke qui vont à Farnborough Main sont exploités par South West Trains, et les trains de Redhill et de l'aéroport de Londres-Gatwick à Reading qui vont à North Camp sont exploités par First Great Western. Les autres gares de la ville sont appelées Farnborough North (First Great Western entre Gatwick / Redhill et Reading), Frimley (South West Trains entre Ascot et Alton) et Ash Vale (South West Trains entre Alton et Londres Waterloo). Ces deux dernières gares ne sont pas situées dans Farnborough mais elles se trouvent aux limites de la commune.
On peut également rejoindre Londres, Basingstoke, Winchester (la préfecture du Hampshire), Southampton et la région du sud-ouest par l'autoroute M3 vers l'A325 (sortie 4, la meilleure pour voyager vers Londres) ou l'A327 (sortie 4A, la meilleure pour voyager vers Southampton). L'A331 Blackwater Valley Route (voie expresse de la vallée de la Blackwater) relie Farnborough à d'autres villes de proximité.
L'aéroport de Farnborough (en) est un aéroport d'aviation d'affaires important géré par TAG Aviation. Les aéroports internationaux de Londres-Heathrow et Londres-Gatwick se trouvent respectivement à environ 30 et 48 kilomètres de Farnborough.
Il existe un réseau d’autobus qui se concentre à la vallée Blackwater. Les lignes principales qui vont vers Farnborough sont :
- Goldline 1 (dirigé par Stagecoach) : Camberley-Frimley-Farnborough-Aldershot (gare routière).
- The Marbles 2 (dirigé par Stagecoach) : Camberley-Frimley-Farnborough.
- YoYo 6 (dirigé par Stagecoach) : Farnborough (centre-ville)-Prospect Estate (un quartier d'HLM au nord de Farnborough).
- 41 (dirigé par Stagecoach) : Farnborough-Ash.
- 48 (dirigé par Countryliner) : Farnborough-Woking.
- 56 (dirigé par Stagecoach) : Farnborough-Aldershot (gare routière).
- 71 (dirigé par Fleet Buzz) : Yateley-Farnborough-Fleet-Farnham
- 72/82 (dirigé par Fleet Buzz) : Farnborough-Reading.
- 73 (dirigé par Fleet Buzz) : Farnborough-Fleet.
- 031 (un autocar du réseau national : dirigé par National Express) : Portsmouth (port continental)-Portsmouth (centre-ville)-Waterlooville-Petersfield-Farnham-Aldershot-Farnborough-Hammersmith-Londres (Victoria)

Farnborough est desservi par deux compagnies de taxi, 'A Line Taxis' et 'Rushmoor Taxis'. Elles utilisent des véhicules des célèbres taxis londoniens.

## Jumelages
Farnborough est jumelé avec trois villes étrangères qui ont un nombre d’habitants similaire et qui sont dans la banlieue de grandes villes :
- Meudon, France (près de Paris)
- Oberursel, Allemagne (près de Francfort-sur-le-Main)
- Sulechów, Pologne (près de Zielona Góra, dans l’ouest du pays)

Chaque décembre, des habitants des villes jumelées vont à Farnborough pour un marché de Noël. Ils vendent leurs produits locaux aux citoyens de Farnborough.

## Source
- (en) Cet article est partiellement ou en totalité issu de l’article de Wikipédia en anglais intitulé « Farnborough, Hampshire » (voir la liste des auteurs).